# Mordellistena annuliventris
Mordellistena annuliventris is een keversoort uit de familie spartelkevers (Mordellidae). De wetenschappelijke naam van de soort is voor het eerst geldig gepubliceerd in 1886 door Quedenfeldt.